# Guillaume de Nassau (1792-1839)
Pour les articles homonymes, voir Guillaume de Nassau.
Guillaume de Nassau, né le 14 juin 1792 à Kirchheimbolanden et mort le 20 août 1839 à Bad Kissingen, est duc de Nassau de 1816 à 1839.

## Famille
Guillaume est le fils aîné du prince Frédéric-Guillaume de Nassau-Weilbourg et de son épouse Louise-Isabelle de Kirchberg. Tout au long de sa vie, le duc se fera remarquer par son autoritarisme tant dans sa vie publique que dans sa vie privée inspirant plus la crainte que le respect. 
Le 24 juin 1813, il épouse la princesse Louise de Saxe-Hildburghausen (1794-1825), fille du duc Frédéric de Saxe-Hildburghausen. Huit enfants sont nés de cette union :
- Augusta (12 avril – 3 octobre 1814) ;
- Thérèse (17 avril 1815 – 8 décembre 1871), épouse en 1837 le duc Pierre d'Oldenbourg ;
- Adolphe (24 juillet 1817 – 17 novembre 1905), duc de Nassau, puis grand-duc de Luxembourg ;
- Guillaume (8 septembre 1819 – 22 avril 1823) ;
- Maurice (21 novembre 1820 – 23 mars 1850) ;
- Marie (5 avril 1822 – 3 avril 1824) ;
- Guillaume (12 août 1823 – 28 décembre 1828) ;
- Marie (29 janvier 1825 – 24 mars 1902), épouse en 1842 le prince Hermann de Wied (leur fille Élisabeth épouse par la suite le roi Carol Ier de Roumanie).

Veuf, Guillaume de Nassau se remarie le 23 avril 1829 avec la princesse Pauline (1810-1856), fille du duc Paul-Charles de Wurtemberg. Quatre enfants sont nés de cette union :
- une fille (27 avril 1830 – 28 avril 1830) ;
- Hélène (12 avril 1831 – 27 octobre 1888), épouse en 1853 le prince Georges-Victor de Waldeck-Pyrmont : leur petite-fille est la reine Wilhelmine ;
- Nicolas (20 septembre 1832 – 17 septembre 1905), épouse morganatiquement la comtesse Nathalie de Merenberg (fille d'Alexandre Pouchkine) ;
- Sophie (9 juillet 1836 – 30 décembre 1913), épouse en 1857 le futur roi Oscar II.

Guillaume de Nassau appartint à la huitième branche (branche cadette de Nassau-Weilburg), elle-même issue de la septième branche (branche aînée de Nassau-Weilburg) de la Maison de Nassau. Cette lignée cadette de Nassau-Weilburg appartient à la tige de valmérienne qui donna des grands-ducs au Luxembourg.
Guillaume de Nassau est, par la grande-duchesse Charlotte et sa fille Sophie, l'ascendant de l'actuel grand-duc Henri. Par sa fille Sophie, il est également l'ancêtre de la reine Margrethe II ainsi que des rois Charles XVI Gustave, Harald V et Philippe de Belgique.